# 삼양3동항
삼양3동항은 제주특별자치도 제주시 삼양동에 위치한 어항이다. 2006년 3월 13일 어촌정주어항으로 지정되었다. 관리청은 제주시, 시설관리자는 제주시장이다.

## 어항 연혁
본 동은 기후의 영향으로 사철 파도가 높고 파도치는 소리가 서로의 파도를 가르는 듯하다 하여 칠벌「伐」, 물결랑「浪」을 이어 「伐浪」(속칭 "버렁"이라 하였으며, 이는 지금의 화북1동 1반과 삼양3동 4반을 「버렁」이라 하고, 중동(中洞)은 「검은여」, 동동(東洞)은 「사근여」로 불리고 있으나, 최초에 「버렁」에서부터 사람이 살고 마을을 이루었기 때문에 대표적으로 「버렁」(伐浪洞)이라 일컬어지고 있다. 행정구역상으로는 1957년에 삼양3동으로 개칭되었으며, 그 이전에는 삼양3구, 삼양2리로 불렸던 적도 있었다.

## 어항 구역
- 수역: 39,809m2[1]

## 어항 시설
현재까지 방파제 299m, 물양장 89m가 축조되어 있다.